# عبد الغني عثمان
عبد الغني عثمان (بالملايوية: Abdul Ghani Othman)‏ هو سياسي ماليزي، ولد في 14 نوفمبر 1946 في Sungai Mati ‏ في ماليزيا. نشط حزبياً في المنظمة الوطنية الملاوية المتحدة. وقد انتخب عضو ديوان الرعية ‏.